# Microcentrum lanceolatum
Microcentrum lanceolatum är en insektsart som först beskrevs av Hermann Burmeister 1838.  Microcentrum lanceolatum ingår i släktet Microcentrum och familjen vårtbitare. Inga underarter finns listade i Catalogue of Life.